# Apostle of Hustle
Apostle of Hustle es una banda canadiense de indie rock formada en 2001 por Anderw Whiteman, quien también formó a otras bandas tales como "Bourbon Tabernacle Choir" y "Que Vid".

## Historia
Whiteman publicó un trabajo en solitario, "Fear Of Zen" en 1995. También es parte de la banda de indie rock, Broken Social Scene como guitarrista.
Whiteman regresó a su país para continuar con las composiciones de Broken Social Scene, después de pasar dos meses con la familia de su madrina en Cuba. Aprendió a tocar  una especie de guitarra durante este tiempo. 
En su gusto por la música latina, junto con compañeros de banda, Julian Brown y Dean Stone, para formar la banda Apostle of Hustle.

## Discografía

### Álbumes de estudio
- 2004: "Folkloric Feel"
- 2007: "National Anthem of Nowhere"
- 2009: "Eats Darkness"

### EP
- 2004: "Lemon Tree"
- 2007: "My Sword Hand's Anger"
- 2007: "U King"